# Robert II. Francouzský
Robert II. Francouzský zv. Pobožný (francouzsky  Robert II le Pieux, 970–974, Orléans – 20. července 1031, Melun) byl francouzský král z dynastie Kapetovců, syn Huga Kapeta a Adély, dcery akvitánského vévody Viléma zv. Koudelová hlava.

## Počátky vlády
Robert byl jediným synem královského páru a na matčino naléhání začal jako chlapec navštěvovat katedrální školu v Remeši, kde vyučoval Gerbert z Aurillaku.

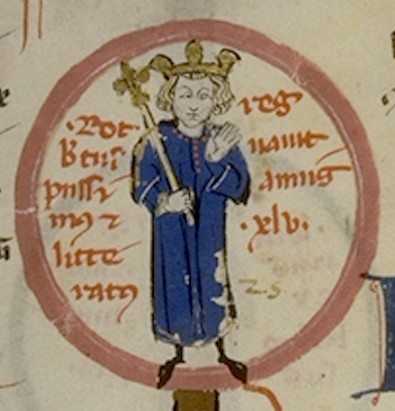
Král Robert II. (středověká iluminace)

Robertův otec a zároveň zakladatel kapetovské dynastie Hugo Kapet hned po svém nástupu na trůn roku 987 začal usilovat o Robertovu korunovaci. Jako důvod uvedl plánovanou invazi proti maurské armádě, která útočila na jeho spojence, hraběte barcelonského. Tudíž Francie potřebuje dva panovníky, pro případ, že by se Hugo už z výpravy nevrátil. Podle francouzského mnicha a kronikáře Glaubera však pouze starý Hugo potřeboval schopnou oporu, která mu pomůže zvládnout zpupnou šlechtu. Nakonec dosáhl svého a Robert byl již koncem roku 987 v Orléansu korunován francouzským králem. Část svých vladařských povinností převzal už roku 990, ale samostatně vládl až od roku 996, kdy jeho otec zemřel.

## Zapuzené manželky

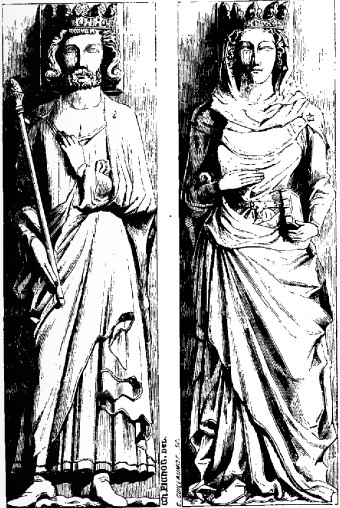
Nákres náhrobku Roberta a Konstancie (bazilika Saint-Denis)

Hugo Kapet plánoval pro svého syna vznešenou nevěstu z Byzance, ale nakonec vzal „zavděk“ Rozalou, bohatou vdovou po flanderském hraběti. Svatba se konala v Melunu roku 988 a nevěsta byla téměř dvakrát tak stará než ženich a také zřejmě již neplodná, což byl asi důvod jejího zapuzení o tři roky později.
Na jaře roku 996 se mladík znovu oženil. Vyvolenou se stala Berta, čerstvá vdova po Odovi z Blois. Byla Robertova sestřenice a byli tedy příbuzní v nižším, než v sedmém stupni příbuzenství a mimo to byl Robert kmotrem jednoho z Bertiných synů. Manželům se narodil potomek, který údajně měl husí krk a husí hlavu a záhy, roku 999, zemřel. Papež Řehoř V. sňatek nemohl uznat, a proto Roberta exkomunikoval. Robert se nejdříve snažil vzdorovat, ale nakonec jej nový papež Silvestr II. přesvědčil a bezdětné manželství roku 1000 anuloval.
Robert se potřetí oženil roku 1004. Mladá královna Konstancie, dcera Viléma Provensálského králi dala vytoužené potomky, ale musela se vyrovnávat s tím, že manžel ve skutečnosti styky s Bertou nikdy nepřerušil. Rivalita mezi oběma ženami zasahovala na královský dvůr. Obětí se stal Hugo z Beauvais, kterého nechala Konstancie s pomocí Fulka Nerry přímo před očima krále zavraždit. Ještě roku 1008 či 1010 byla Berta Burgundská v Robertově doprovodu při cestě do Říma.
| „                | ...královna zapuzená kvůli krvesmilstvu, jež, podporována v tom některými královými dvořany, chovala naději, že z papežova příkazu získá opět zpátky království... | “ |
| — Oderan ze Sens | |   |

Král chtěl žádat o papežský dispens, aby se mohl k Bertě vrátit. Mise byla neúspěšná a král se vrátil k vroucně se modlící Konstancii.
| „                | ...a od té doby si Robert své manželky hleděl jako nikdy předtím a vložil jí do rukou všechna královská práva. | “ |
| — Oderan ze Sens | |   |

Konstancie dala králi čtyři syny a Robert věren politice svého otce nechal nejstaršího Huga roku 1017 korunovat spolukrálem. Po Hugově nečekané smrti roku 1025 nastoupil na jeho místo mladší syn Jindřich, původně určený pro burgundské vévodství. Roku 1027 byl korunován spolukrálem a korunovace pošramotila již tak napjaté vztahy mezi jeho rodiči. Konstancie preferovala volbu mladšího Roberta, ale králův nápad byl podpořen Odem z Blois a Vilémem Akvitánským. Soudobý kronikář popisuje královnu jako svárlivou, slávychtivou a zlatem posedlou ženu. Roku 1030 popíchla své syny ke vzpouře proti otci, kdy Jindřich a Robert obsadili důležitá místa ve Francii a v Burgundsku. Dočasný smír skončil královou smrtí a vzplanula občanská válka o královský trůn.